# Dhisana Corona
La Dhisana Corona è una struttura geologica della superficie di Venere.